# Austromitra retrocurvata
Austromitra retrocurvata is een slakkensoort uit de familie van de Costellariidae. De wetenschappelijke naam van de soort is voor het eerst geldig gepubliceerd in 1909 door Verco.